# Bingshan shang de laike
Bingshan shang de laike (xinès simplificat i tradicional: 冰山上的来客, pinyin: bīng shān shàng de láikè, literalment El visitant de la muntanya de gel) és una pel·lícula musical xinesa dirigida per Zhao Xinshui i produïda el 1963 per l'estudi de cinema de Changchun. Entre els actors participants hi trobem Bai Dezhang, En Hesen i Gu Yuying, i la cançó principal s'anomena Huaer Weishenme Zhe Yanghong, creada expressament per a la pel·lícula però inspirada en el folklore tadjik. Juntament amb Wu duo Jinhua, la pel·lícula és un exemple del cinema xinés referent a les minories del país, on els personatges són representats d'una manera simpàtica i folklòrica, ballant i cantant tot i que el rerefons de la trama siga fosc.
Bing shan shang de laike conta la història de dos joves tadjik de Xinjiang, un d'ells soldat de l'Exèrcit Popular d'Alliberament, i l'altra una bonica jove que realment estava interpretada per una actiu uigur. Tot i la trama romàntica, el rerefons de la pel·lícula parla d'espionatge, ja que l'estimada que el jove Amir creu haver retrobat, ha estat suplantada per una espia del Guomindang.
En l'aspecte musical, predomina l'ús del rawap, un instrument típic de la zona on es desenvolupa la trama. En la pel·lícula es van reproduir sis cançons originals, compostes per Lei Zhenbang però inspirades en la tradició musical local. La cançó principal, Huaer Weishenme Zhe Yanghong, va ser molt popular arreu de la Xina Popular en els anys 1960, i és una de les més famoses en la història del cinema del país. En la dècada del 2010 es van adaptar les cançons i la trama de la pel·lícula en una òpera de gran format, amb molts actors en escena, efectes teatrals espectaculars, i amb Lei Lei, filla de Zhenbang, com arranjadora de les cançons originals i compositora de les noves peces.